# Is-en-Bassigny
Is-en-Bassigny é uma comuna francesa na região administrativa de Grande Leste, no departamento de Haute-Marne. Estende-se por uma área de 19,37 km². Em 2010 a comuna tinha 561 habitantes (densidade: 29 hab./km²).